# Барашков, Василий Афанасьевич
Василий Афанасьевич Барашков (15 апреля 1926, Горка-2, Вологодская губерния — 17 февраля 1995, Сокол, Вологодская область) — советский передовик целлюлозно-бумажной промышленности. Герой Социалистического Труда (1971).

## Биография
Родился 15 апреля 1926 года в деревне Горка (ныне — в Усть-Кубинском районе Вологодской области) в крестьянской семье.
Окончил семь классов сельской школы и в 1944 году был призван на воинскую службу в Военно-морской флот. Службу проходил на Дальнем Востоке, в 1945 году в составе Тихоокеанского флота участвовал в боевых действиях против японских милитаристов.
С 1947 года после демобилизации вернулся в деревню Горка. В 1949 году окончил ремесленное училище в городе Сокол Вологодской области, работал машинистом бумагоделательной машины и бригадиром на Сухонском целлюлозно-бумажном комбинате.
В. А. Барашков внёс большой вклад в модернизацию производства, чтобы заставить свою машину работать быстрее. Скорость его бумагоделательной машины возросла со 160 до 180 метров бумаги дополнительно за каждый час. Принял отстающую бригаду, которую вскоре вывел в число передовых на комбинате.
За седьмую семилетку (1959—1965) его бригада дала 102 тонны бумаги сверх плана, за восьмую пятилетку (1966—1970) дополнительно было выработано 257 тонн бумаги, из которых 91,2 % — первым сортом.
17 сентября 1966 года Указом Президиума Верховного Совета СССР «за выдающиеся успехи в труде» В. А. Барашков был награждён Орденом Трудового Красного Знамени.
20 апреля 1971 года Указом Президиума Верховного Совета СССР «за успешное выполнение плановых заданий восьмой пятилетки по выработке целлюлозно-бумажной продукции» Василий Афанасьевич Барашков был удостоен звания Героя Социалистического Труда с вручением Ордена Ленина и золотой медали «Серп и Молот».
Избирался депутатом Сокольского городского Совета народных депутатов двух созывов.
В 1981 году вышел на пенсию.
Проживал в городе Сокол, скончался 17 февраля 1995 года.

## Награды
- Медаль «Серп и Молот» (20.4.1971)
- Орден Ленина (20.4.1971)
- Орден Отечественной войны II степени (11.03.1985)
- Орден Трудового Красного Знамени (17.09.1966)
- Медаль «За победу над Японией»

### Звание
- Почётный гражданин города Сокол (1982)

### Память
- В 2017 году в городе Сокол на доме № 114 по Советской улице, где проживал В. А. Барашков была установлена мемориальная доска